# Mount Crawford
Mount Crawford és una població dels Estats Units a l'estat de Virgínia. Segons el cens del 2000 tenia 254 habitants.

## Demografia
Segons el cens del 2000, Mount Crawford tenia 254 habitants, 104 habitatges, i 74 famílies. La densitat de població era de 297,2 habitants per km².
Dels 104 habitatges en un 28,8% hi vivien nens de menys de 18 anys, en un 53,8% hi vivien parelles casades, en un 9,6% dones solteres, i en un 28,8% no eren unitats familiars. En el 25% dels habitatges hi vivien persones soles el 5,8% de les quals corresponia a persones de 65 anys o més que vivien soles. El nombre mitjà de persones vivint en cada habitatge era de 2,44 i el nombre mitjà de persones que vivien en cada família era de 2,81.
Per edats la població es repartia de la següent manera: un 22,8% tenia menys de 18 anys, un 6,7% entre 18 i 24, un 33,5% entre 25 i 44, un 23,2% de 45 a 60 i un 13,8% 65 anys o més.
L'edat mediana era de 40 anys. Per cada 100 dones de 18 o més anys hi havia 92,2 homes.
La renda mediana per habitatge era de 32.031 $ i la renda mediana per família de 47.917 $. Els homes tenien una renda mediana de 30.536 $ mentre que les dones 25.000 $. La renda per capita de la població era de 14.856 $. Entorn del 5,3% de les famílies i el 5,8% de la població estaven per davall del llindar de pobresa.

## Poblacions més properes
El següent diagrama mostra les poblacions més properes.